# Szegedi János
Mező-szegedi Szegedi János (Acsád, 1699. április 4. – Nagyszombat, 1770. december 5.) bölcseleti és teológiai doktor, Jézus-társasági áldozópap és tanár, egyetemi jogtanár.

## Életpályája
Szegedi Pál megyei alispán és telekesi Török Katalin fia. 1715. október 9-én a Jézus-társaságába lépett. Tanulmányait nagyrészt Nagyszombatban végezte; azok befejezése után hazájában a tanítói pályára rendeltetett. 1729-ben Nagyszombatba ment, hogy mint könyvtárnoki segéd a kánonijogban is bővebb kiképeztetést nyerjen. Itt 1730. november 3-án bölcseleti, utóbb pedig teológiai doktor lett és 1731-től 1734-ig az elméleti és gyakorlati bölcseletet tanította. 1735-ben mint hitterjesztő szónok az ország több vidékén működött; azután három évig (1736-1738) a nagyszombati egyetemen az egyházi jogot tanította és időközben a törvénytudományi dékánságot is viselte. Utóbb az ágazati hittant ugyancsak Nagyszombatban két évig és Grazban szintén két évig adta elő. 1743-ban Kolozsvárra küldték a rendház rektorának; itt kieszközölte, hogy rendje törvényesen honosíttatott. Később a győri társház élére állították; azután Nagyszombatban a Szentírás magyarázatával és a bölcseleti kar dékánságával (1751-53), majd a bécsi Pázmáneum, utóbb a budai főiskolák igazgatásával bízták meg, ahol egyszersmind a magyarországi hadsereg tábori főpapjának hivatalát viselte és mint az érsekhelytartói szentszék ülnöke működött. Végül mint a nagyszombati papnevelő intézet igazgatója, 1770. december 5-én az akkoriban pusztító kolerajárvány áldozata lett.

## Művei
- Tripartitum Juris Ungarici Tyrocinium, juxta ordinem titulorum operis tripartiti, sacris canonibus accommodatum. Tyrnaviae, 1734. Három kötet. Czímképpel (Újabb kiadásai. Uo. 1751, 1755, 1767. és Zagrabiae, 1736, 1762)
- Rubricae sive synopses titulorum, capitum & articulorum, universi juris ungarici, nunc primum collectae, & in tres partes distributae, atque in tyronum gratiam notis juridicis, historicis, chronologicis nec non etymologicis illustratae. Tyrnaviae, 1734, három kötet
- Cerographia Hungariae. Uo. 1734
- Aquila magnarum alarum. Nagyszárnyú saskeselyő. Az-az: a nagynemű, ...néh. gróf. gróf Erdődy László ...nyitrai püspök halottas dícséretének képe... mellyet... magyarázott 1736. Mindszent havának 8. Uo.
- Respublica recte ordinata in Hungaria tripartita, panegyrica oratione celebrata... Uo. 1738
- Werbőczyus illustratus, sive decretum tripartitum iuris consuet. I. Regni Hungariae in §§. distinctum et notis ac observationibus illustratum. Uo. 1740, 1763, 1775, Budae, 1822.
- Sancti Gregorii papae I. regulae pastorales. Graecii, 1742
- Decreta et vitae primorum regum Hungariae qui Transylvaniam possiderunt eruditissimis notis illustrata. Claudiopoli, 1744. és 1763. Claudiopoli
- Manuale jurisperitorum Ungariae continens regulas iuris patrii nunc primum ex toto corpore iuris collectas... quibus accedunt regulae iuris collectas... quibus accedunt regulae iuris pontificii et caes. Jaurini, 1749. és Claudiopoli, 1763
- Bipartita Cynosura universi iuris ungarici de rebus, actionibus et personis. Claudiopoli, 1749, két kötet (névtelenül)
- Assertor libertatis ungaricae, dalmaticae, croaticae et slavonicae, Andreas II... Secundum lineamenta codicis legum ungaricarum, & praecepta artis critica, calamo juridico, & historico adumbratus: ac eruditis horum regnorum, vicinarumque provinciarum, praesertim vero DD. ictis, honorifice oblatus. Jaurini, 1750 (Más kiadásai: Uo. 1751 és Cassoviae, 1752, REAL-R)
- Andreas II. dictus Hierosolymitanus Rex Ungariae decimus nonus Saxonum in Transylvania libertatis assertor. Uo. 1751
- Opusculum de hierarchia ecclesiastica et de primatu S. Petri Apostoli... Agriae, 1756 (névtelenül)
- Notitiae praeliminates ad Syllogen Decretorum Comitialium. Posonii, 1820, két rész (a Mossóczy és Telegdy püspökök, utóbb Szentiványi által kiadott «Corpus Jurisnak»-nak cz. törvénygyűjtemény része)